# Себастьян Гонера
Себастьян Гонера (пол. Sebastian Gonera; нар. 18 грудня 1971 у м. Катовиці, Польща) — польський хокеїст, захисник. 
Виступав за «Напшуд» (Янув), «Унія» (Освенцім), ГКС (Тихи).
У складі національної збірної Польщі провів 188 матчів; учасник чемпіонатів світу 1992, 1995 (група B), 2000 (група B), 2001 (дивізіон I), 2002, 2003 (дивізіон I), 2004 (дивізіон I), 2005 (дивізіон I), 2006 (дивізіон I), 2007 (дивізіон I) і 2009 (дивізіон I). У складі молодіжної збірної Польщі учасник чемпіонату світу 1991 (група B).
Чемпіон Польщі (1998, 1999, 2000, 2001, 2002, 2003, 2004, 2005), срібний призер (2011). Володар Кубка Польщі (2007, 2008, 2009, 2010).